# Antoine-Elisée Cherbuliez
Antoine-Elisée Cherbuliez (* 22. August 1888 in Mülhausen; † 15. Oktober 1964 in Zürich) war ein Schweizer Musikwissenschaftler.

## Leben und Wirken
Antoine-Elisée Cherbuliez wurde als Sohn des Wissenschaftshistorikers und Physikers Émile Cherbuliez und der Emma Cherbuliez geborene Köckert geboren.
Er studierte von 1902 bis 1905 Violoncello am Konservatorium Strassburg und hatte privaten Orgelunterricht bei Albert Schweitzer. An der ETH Zürich erlangte er 1911 den Studienabschluss als Dipl. Ing. Seine Promotion als Bauingenieur erfolgte an der Technischen Universität Darmstadt.
1913 bis 1916 studierte er nochmals Violoncello (bei Georg Wille in Dresden) sowie als Privatschüler Theorie und Komposition bei Max Reger. Ab 1915 absolvierte er bei Siegfried Ochs in Berlin eine Ausbildung zum Chorleiter. 1917 bis 1921 wirkte Cherbuliez als Musikdirektor in Wattwil, von 1921 bis 1942 in Chur und Arosa. Seine Laufbahn als Musikwissenschaftler begann er ab 1923 mit der Qualifikation als Dr. phil. und seiner Habilitation an der Universität Zürich. Hier war er bis 1958 als Dozent und Professor für Musikwissenschaft tätig, in diesen Funktionen bis 1958 auch an der ETH Zürich.

## Familie
Cherbuliez war der Bruder des Chemikers Emile Cherbuliez.
Im Januar 1915 heiratete Cherbuliez Helena von Parish (1891–1926), eine Tochter des Privatgelehrten Edmund von Parish.

## Veröffentlichungen (Auswahl)
- Johann Sebastian Bach, sein Leben und sein Werk. 1947; Neuauflage: Fischer-Bücherei, Frankfurt am Main / Hamburg 1957 (= Fischer-Taschenbuch. Band 179).